# Elliston (Montana)
Elliston – jednostka osadnicza w Stanach Zjednoczonych, w stanie Montana, w hrabstwie Powell.